# 鳥取県バス協会
一般社団法人鳥取県バス協会（いっぱんしゃだんほうじんとっとりけんバスきょうかい、英: Tottori Bus Association）は、鳥取県内のバス事業者の業界団体。日本バス協会の都道府県協会の一つである。鳥取市丸山町に事務局を置く。
1976年7月15日付で社団法人へに改組、以前の鳥取県バス協会の会員及び一切の資産を継承した。その後、2000年代の公益法人制度改革により一般社団法人へ移行した。元国土交通省所管。

## 概要
事業目的は、定款の第3条にて「本会は、一般乗合旅客自動車運送事業及び一般貸切旅客自動車運送事業、特定旅客自動車運送事業の強化を図るとともに利用者に対するサービスの改善を促進することによってこれら事業の発展を図りもつて公共の福祉の増進に寄与することを目的とする。」と規定されている。

### 加盟団体
- 日本バス協会
- 中国バス協会 - 中国地方5県（広島県・岡山県・山口県・島根県・鳥取県）のバス事業者で構成される業界団体[2]。実務は広島県バス協会が行い、公式サイトも広島県バス協会内[3]にある。

### 主な事業活動
- 技術向上、事故防止、サービス向上に係る活動。
- 交通バリアフリーに関わる対応。
- バス事業振興への対応。
- 関係機関に対する要請活動。

など

## 会員事業者
会員事業者は以下のとおり（2022年9月30日現在）。

### 乗合バス事業者
乗合事業者：3社
- 日ノ丸自動車
- 日ノ丸ハイヤー
- 日本交通

### 貸切バス事業者
貸切事業者：10社（うち専業8社）
- 日ノ丸自動車株式会社（乗合兼業）
- 日ノ丸ハイヤー（乗合兼業）
- 日本交通（乗合兼業）
- 大森タクシー - 鳥取市
- 有限会社ジャパン観光 - 鳥取市
- 河原交通株式会社 - 鳥取市
- 流通株式会社 - 倉吉市
- 株式会社チロル - 日野郡江府町
- 有限会社醐醍交通 - 東伯郡北栄町
- 有限会社青山車輌 - 東伯郡北栄町